# ارسکین
latitudeارسکینlongitudeارسکین
ارسکین (به انگلیسی: Erskine) یک منطقهٔ مسکونی در اسکاتلند است که در رنفروشر واقع شده‌است.

## خصوصیات
ارسکین ۱۵٬۳۴۷ نفر جمعیت دارد.

## نگارخانه

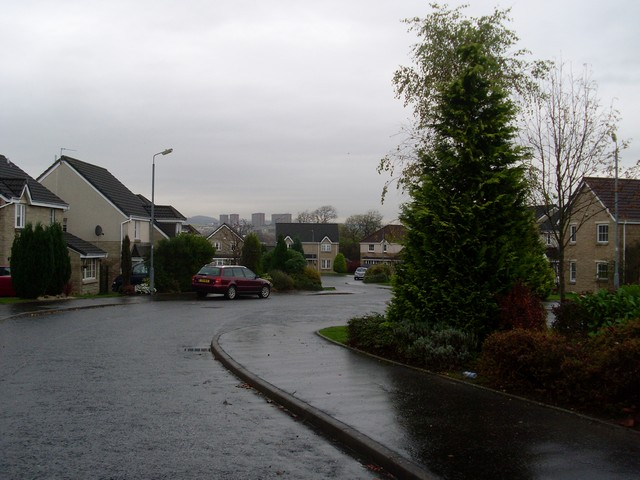
Torran Drive
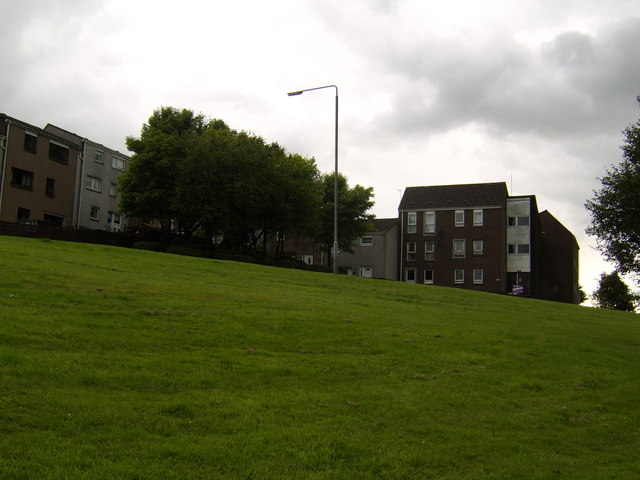
North Barr
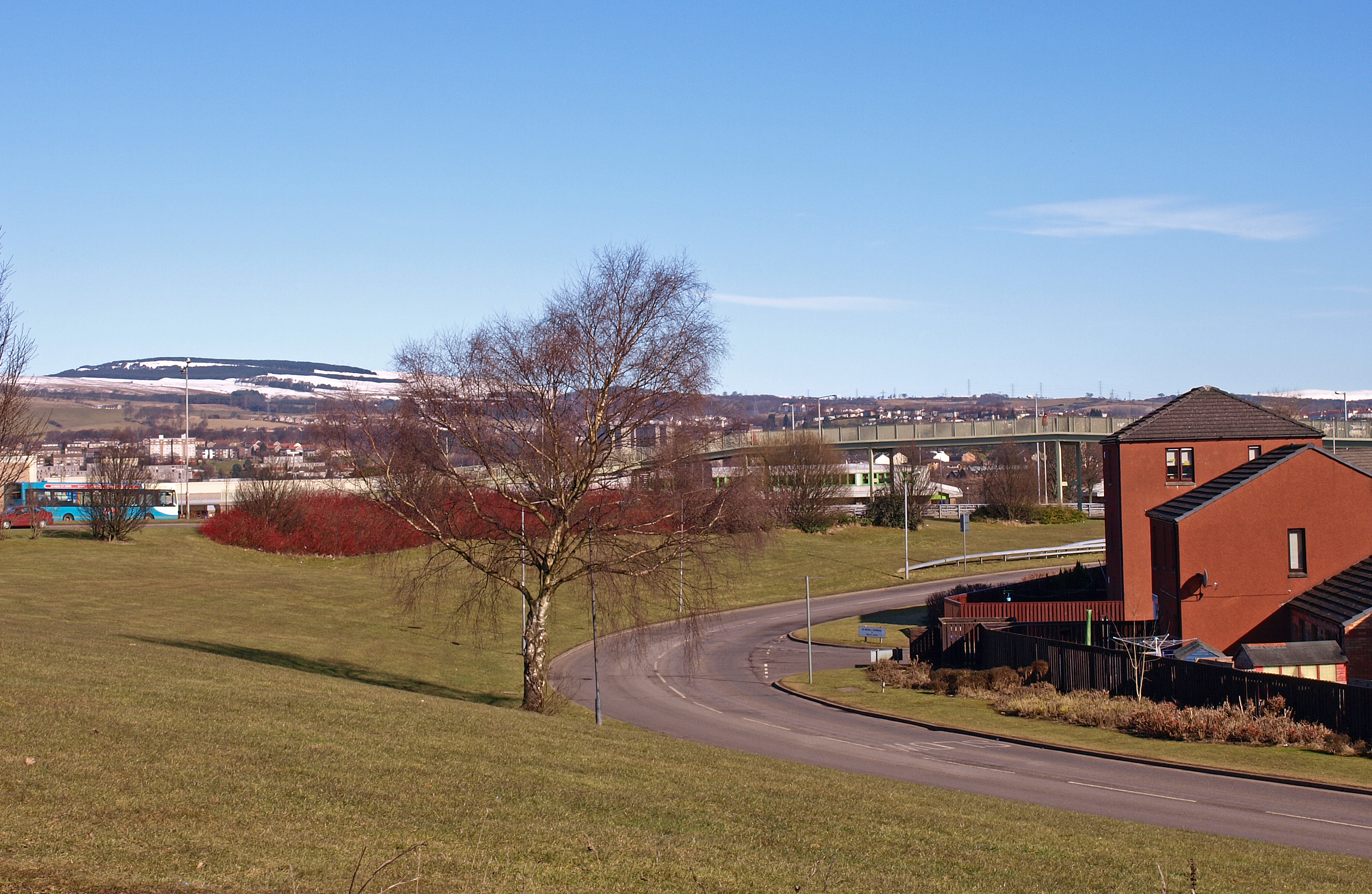
Mainshill Gardens
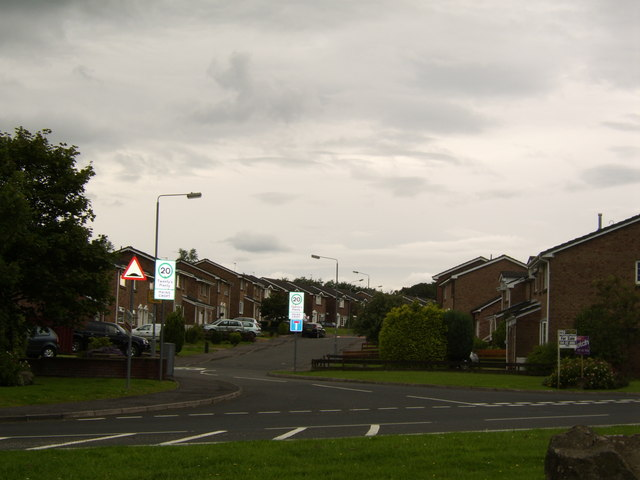
Mainscroft
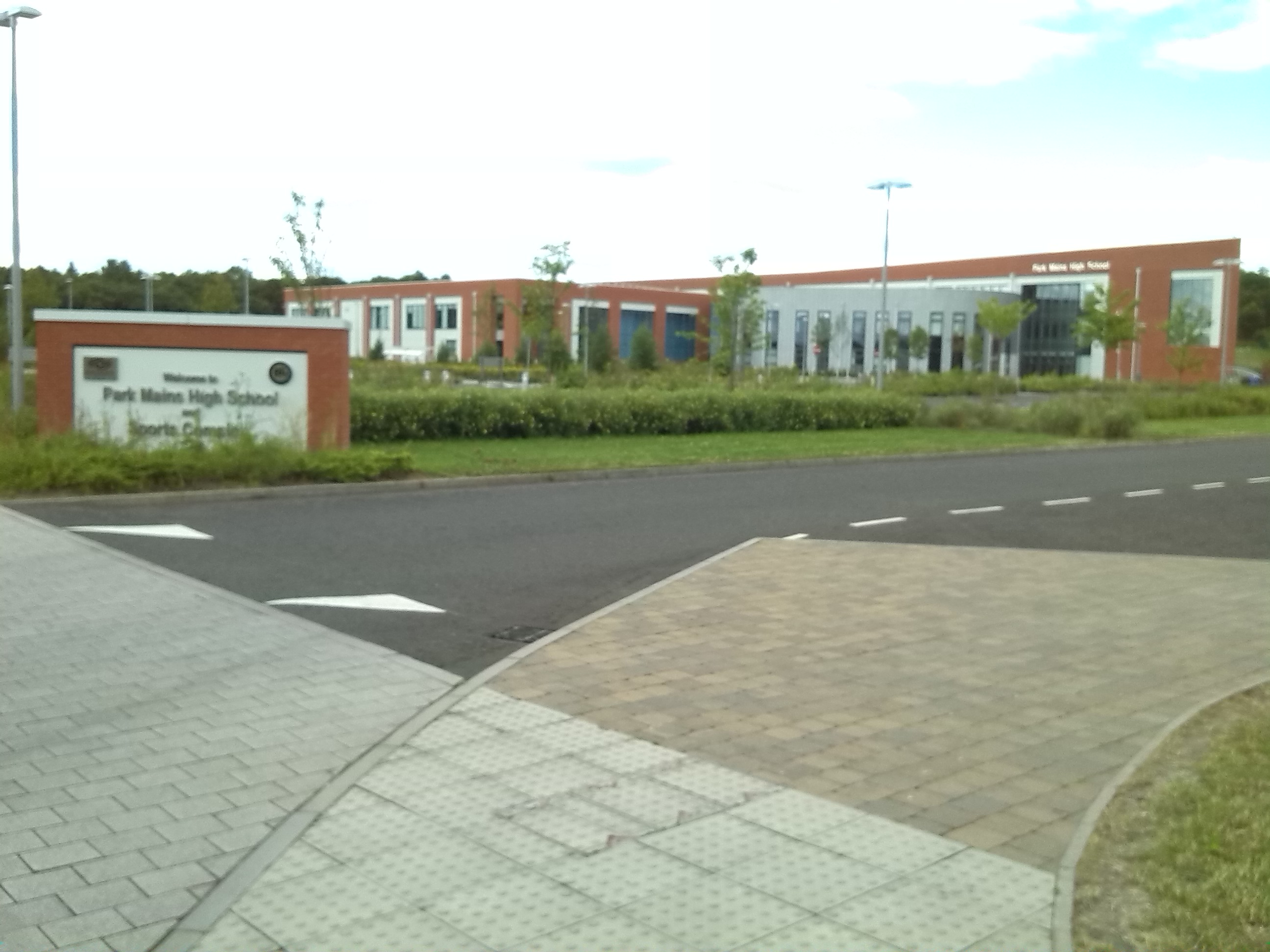
Park Mains High School